# Варда (Элида)
Ва́рда (греч. Βάρδα) — малый город в юго-западной Греции. Находится в западной части полуострова Пелопоннес, на берегу залива Килиниоса Ионического моря. Расположен в 208 километрах к западу от столицы Греции Афин. Входит в общину (дим) Андравида-Килини в периферийной единице Элиде в периферии Западной Греции. Население 2291 житель по переписи 2011 года. Жители преимущественно занимаются выращиванием клубники и помидоров, производством йогурта и прочим сельским хозяйством.
По восточной окраине города проходит национальная дорога 9, часть европейского маршрута E55.

## История
5 июля 1316 года на месте современного города Варды состоялась битва при Маноласе между Людовиком Бургундским и Фернандо Мальоркским за престол Ахейского княжества.
До XIX века область Варды относилась к Маноласу. В 1888 году открыта железнодорожная станция «Манолас», поселок у которой стал городом Вардой. В 1961 году здесь поселились переселенцы из деревень в зоне затопления водохранилища Пиньоса.

## Сообщество Варда
В общинное сообщество Варда входят 5 населённых пунктов. Население 3070 жителей по переписи 2011 года. Площадь 23,181 квадратного километра.
| Наименование | Население (2011), человек |
| ------------ | ------------------------- |
| Варда        | 2291                      |
| Куйеика      | 68                        |
| Коми         | 97                        |
| Симбанион    | 353                       |
| Псарион      | 261                       |

## Население
| Год  | Население, человек |
| ---- | ------------------ |
| 1991 | 2501               |
| 2001 | 2937               |
| 2011 | ↘ 2291             |